# بغداده
بغداده روستایی در بخش آیسک شهرستان سرایان استان خراسان جنوبی ایران است. 
براساس لغت نامه دهخدا، بغداده دهی است از دهستان سه قلعه بخش حومه شهرستان فردوس، دارای ۸۷۹ تن سکنه می‌باشد. محصولاتش غلات، زیره و پنبه است و شغل اهالی آن کشاورزی می‌باشد.

## موقعیت
بغداده در فاصله ۳۹ کیلومتری جنوب شهر فردوس و ۲۴ کیلومتری شمال سرایان قرار دارد. مردمش به گویش تونی صحبت می‌کنند.

## جمعیت
بر پایه سرشماری عمومی نفوس و مسکن در سال ۱۳۹۰ جمعیت این روستا ۱۷۴۰ نفر (در ۵۰۵ خانوار) بوده است.